# Estádio Ramat Gan
O Estádio Ramat Gan (hebraico: איצטדיון רמת - גן, Itstadyon Ramat Gan) é o estádio nacional de futebol no Distrito de Tel Aviv na cidade de Ramat Gan, Israel.
Concluído em 1951, sendo o maior estádio do país desde então, este estádio contém 41.583 lugares, dos quais 13.370 estão localizados na região ocidental Tribune, concluída em 1982 - no momento em que o estádio passou por um grande processo de remodelação.
O estádio é de uso misto, próprio para competições esportivas mais populares paralelamente ao seu uso como um estádio de futebol quando se hospeda Israel jogos internacionais de futebol, juntamente com a casa de jogos da Liga dos Campeões da UEFA Maccabi Tel Aviv na temporada 2004-2005. As dimensões são altura 105 m × 68 m, com 10.500 m² gramado.
O estádio também contém 6 camarins, salas reunião, um centro de conferência, salas de imprensa, sala para árbitros e clínicas médicas.
As condições de iluminação artificial do estádio estão ao mesmo nível com os principais estádios do mundo, oferecendo uma max 1550 lux em qualquer parte do campo.
Este é o único estádio de Israel que está em um padrão de classe mundial e é o único que pode ser anfitrião oficial da Copa do Mundo FIFA e da Liga dos Campeões da UEFA. O estádio é também o local da cerimônia de abertura da Macabíada Mundial.
Existem planos atuais para derrubar o estádio e reconstruir um maior, que se espera venha a ter a capacidade de 70.000 pessoas. O estádio vai custar mais de 100 milhões de dólares e está previsto para começar sua construção em 2011 e concluí-la em 2012.